# ناسخة روسمية

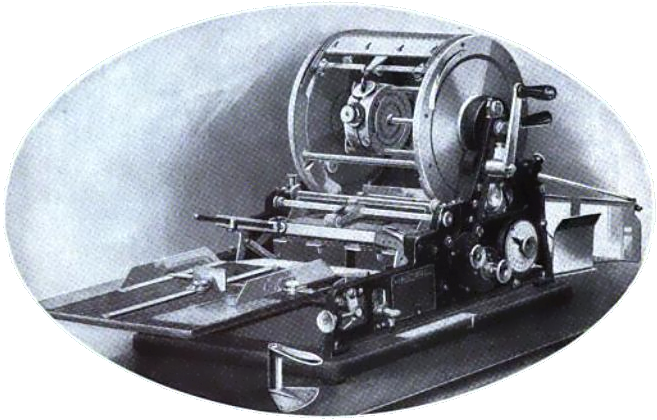
ناسخة روسمية

الناسخة الروسمية أو ناسخة الإستنسل أو جهاز نسخ بالإستنسل أو جهاز نسخ بالروسم (بالإنجليزية: Mimeograph أو  Stencil duplicator)‏، تسميها بعض المراجع بالناسخة أو الآلة الناسخة فقط، هي آلة نسخ منخفضة التكلفة، تعمل عن طريق ضغط الحبر عبر الروسم فوق الورق.
كانت الناسخة الروسمية، بجانب الناسخة الكحولية والناسخة الهلامية، تقنية شائعة في طباعة الكميات الصغيرة، مثلما هو الحال في الأعمال المكتبية، ومواد الفصل الدراسي، ونشرات الكنيسة. طُبعت مجلات الهواة القديمة بهذه التقنية؛ لأنها كانت واسعة الانتشار ورخيصة الثمن. في أواخر ستينيات القرن العشرين، بدأت آلات النسخ الضوئي، على نحو تدريجي، تحل محل الناسخة الروسمية، والناسخة الكحولية، والمنضحة.

## البدايات
تُعد استخدام تقنية النسخ بالروسم فنًا قديمًا -سواء في الكيمياء، والصحف، والمطابع- لكن تقنيات الطباعة قد تطورت، على نحو سريع، في أواخر القرن التاسع عشر:

### البابيروغراف
نشر ديفيد أوين وصفًا لطريقة الطباعة بتقنية البابيروغراف (تقنية طباعة واستنساخ باستخدام حبر تآكلي وروسم):
تُعد تقنية نسخ المستندات، المعروفة باسم النسخ بالروسم، أحد أكبر المستفيدين من اختراع الأصبغة التركيبية. وقد ابتكر أوغينيو دي زكاتو، وهو شاب إيطالي يدرس القانون في لندن، نموذج أولي لتلك التقنية في عام 1874، وأطلق عليها اسم بابيروغراف. شمل نظام زكاتو الكتابة على ورقة مطلية بحبر كاوٍ، والذي يتآكل عبر الطلاء والألياف الورقية، تاركًا ثقوبًا في مكان الكتابة. كانت هذه الورقة -التي أصبحت الآن روسمًا- تُوضع على ورقة فارغة، مع تدفق الحبر عليها حتى يتساقط عبر الثقوب، ما يُحدث نسخة طبق الأصل من الورقة الثانية.
اكتسبت العملية طابعًا تجاريًا، وقدم زكاتو طلبًا للحصول على براءة اختراع في عام 1895؛ مع مطبوعات روسم مُعدة بالآلة الناسخة.

### قلم كهربائي
حصل توماس إديسون على براءة الاختراع رقم 180,857، في 8 أغسطس 1876، عن اختراعه الطباعة الأوتوغرافية. تضمنت براءة الاختراع ابتكار القلم الكهربائي المستخدم لصناعة الروسم ومكبس النسخ المسطح. في عام 1880، حصل إديسون على براءة اختراع أخرى، وهي براءة الاختراع رقم 224,665 في الولايات المتحدة الأمريكية عن اختراعه: «طريقة إعداد روسم أوتوغرافي للطباعة»، وقد شملت صناعة الروسم عبر استخدام لوح مكشوط، ولوح معدني مجعد؛ يُثبت الروسم عليه، وهو ما يؤدي إلى ثقب الروسم عند الكتابة عليه بقلم معدني غير حاد.
استخدم ألبرت ديك كلمة ميموغراف لأول مرة عندما رخَّص لبراءات اختراع إديسون سنة 1887.
حصل ديك على رقم تسجيل العلامة التجارية 0356815 لمصطلح «ميموغراف» في مكتب براءات الاختراع في الولايات المتحدة. الرقم مسجل حاليا كقيد مغلق، ولكنه يشير إلى شركة أيه بي ديك بشيكاغو كمالك للاسم.
مع مرور الوقت، أصبح المصطلح عامًا، وهو الآن مثال لعلامة تجارية عامة. («رونيوغراف» أو «آلة رونيو» هي علامة تجارية أخرى تُستخدم لآلات الميموغراف، وقد كان الاسم اختصارًا للطريقة الدوارنية الجديدة للماكينة.)